# Felix Benda
Felix Benda   (Skalsko, 25 de febrer de 1708 - Praga, 12 de gener de 1768) fou un compositor i organista bohemi. No era membre de la família musical benda.
Va ser estudiant de Bohuslav Matěj Černohorský. El 1726 es va convertir en organista a la Michaelskirche de Praga (succeint a Šimon Brixi). Les seves obres, no publicades durant la seva vida, demostren el seu profund coneixement en contrapunt. Inclouen una missa de rèquiem, misses d'orgue, dos oratoris Mater dolorosa i L'acusat innocent. i altres músiques de l'església.
Entre els estudiants de Benda hi havia Josef Mysliveček, Raab i Josef Seger.
Va morir a Praga el 1768.